# 장윤선
장윤선(1970년~)은 대한민국의 기자이다. 청주대학교를 졸업한 뒤 1995년부터 약 10년간 참여연대에서, 그 후에는 오마이뉴스에서 활동하였다. 2017년 1월 1일 오마이TV 방송국장이 되었다.
(주)시대상상 대표이사로, 인터넷신문 '취재편의점'을 발행하고 있다.

## 생애
1989년 청주대학교 사회학과에 입학하여 대학 재학중 영자지(誌)인 The Cheongdae Times 기자로 활동하다가 졸업 후인 1993년 언론계에 진출하였고 이후 참여연대 정기간행물 월간 <참여사회>  편집장, <오마이뉴스>  포럼팀·사회부·국제부 기자를 거쳐 사회부 차장을 맡았다. 이후 오마이뉴스 정치 전문 기자로서 활동하다가 2013년 12월, 오마이뉴스의 정치 선임 기자가 되었다. 시민사회·인권·빈곤 등에 주목해오다가 '군사쿠데타 청명계획'과 '제주 봉황새작전의 비밀을 찾아서' 등을 보도하며 취재폭을 현대사까지 넓혔다.
2014년 9월부터에서 팟캐스트 '장윤선의 팟짱'을 진행하였다. '장윤선의 팟짱'은 오마이뉴스에서 선보이는 팟캐스트로서, 월요일부터 금요일까지 매일 낮에 팟캐스트 포털 사이트 팟빵 등을 통해 업로드되었다. 이후 2016년부터 '장윤선·박정호의 팟짱'으로 방송명을 바꾸었다. 2017년 2월 6일부터 다시 '장윤선의 팟짱'으로 방송되었다.
tbs 《정봉주의 품격시대》 패널로 활동하다가 2017년 11월 10일부터 tbs 《장윤선의 이슈파이터》를 금요일마다 진행했다. 같은 시간대에 월요일부터 목요일까지 방영하던 《정봉주의 품격시대》가 종영하면서 2018년 1월 8일부터 《장윤선의 이슈파이터》가 월요일부터 목요일까지로 확대 편성되었다.

## 저서
- 김당·구영식·장윤선. 《한국의 보수와 대화하다》. 미다스북스. 2007년. ISBN 9788989548669
- 장윤선 <소셜테이너> 오마이북, 2012년, ISBN 9788996430551

- 장윤선 <우리가 촛불이다> 창비,2018, ISBN 978-89-364-8626-6

## 방송 출연
- tbs 《정봉주의 품격시대》 : 패널
- tbs 《장윤선의 이슈파이터》 : 진행
  - 2017년 11월 10일 ~ 2018년 1월 5일 : 금요일[11]
  - 2018년 1월 8일 ~ : 월요일 ~ 금요일